# Ktenopteryx eosocallis
Ktenopteryx eosocallis är en insektsart. Ktenopteryx eosocallis ingår i släktet Ktenopteryx och familjen långrörsbladlöss. Inga underarter finns listade i Catalogue of Life.